# 蘇布圖
蘇布圖（？—1648年），滿洲愛新覺羅氏。清太祖努爾哈赤第七子饒餘敏郡王阿巴泰之孫，賢慤貝子尚建長子。
蘇布圖最初被封為輔國公。順治二年（1645年），跟從勒克德渾駐守江寧，其後移師征討湖廣。順治三年（1646年），跟從大軍平定荊州、襄陽有軍功，賜金五十、銀一千， 進封為貝子。順治五年（1648年），再跟從濟爾哈朗巡行於湖廣，逝世於軍中，謚號為「悼愍」。